# 玛拉莱·卡卡尔

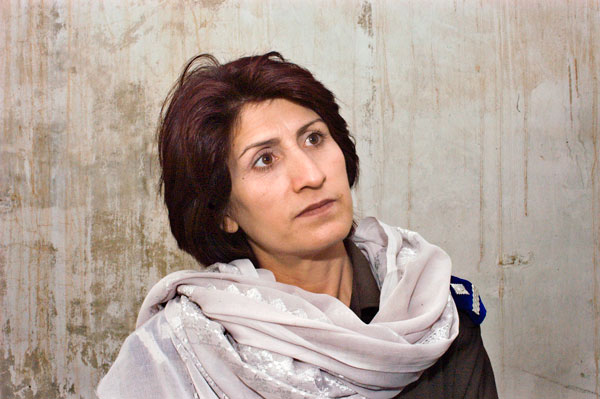
玛拉莱·卡卡尔，摄于2004年

玛拉莱·卡卡尔（普什圖語：‎，1967年—2008年9月28日）是2001年塔利班政权被推翻后，阿富汗国内最受瞩目的女警察。
她是一名警官中校，任职坎大哈妇女犯罪部门的负责人。 曾经收到过许多死亡威胁的卡卡尔于2008年9月28日被塔利班暗杀。
1982年卡卡尔追随父亲和兄弟的脚步加入警察队伍。 她是第一个从坎大哈警察学院毕业的女性，也是第一个进入坎大哈警察局任职的女性。

## 阿富汗执法中的性别问题
玛拉莱·卡卡尔的遭遇表明了阿富汗执法中性别问题的复杂性。阿富汗女警官出门时不仅要穿警服还需要披着罩袍并手持武器在警察局办公。到2009年底，阿富汗国内有92500名警察，而女性现役警察只有大约500名。其中几十名女性警察分布在塔利班势力最强的南部坎大哈省和赫尔曼德省服役。
女性警察在打击阿富汗境内叛乱分子的活动中发挥着及其重要的作用。在一个严格区分性别文化的社会环境中，安全部队需要女性以应对特殊任务，比如搜查女性和家庭，而女性警察通常是应对这些特殊搜查的必要条件，因为当男性士兵或警察进入有妇女在场的场所时，阿富汗当地男性会深感不满，而在检查站时，男性也不能随意搜查妇女是否藏有武器和其他违禁品。
2009年12月，阿富汗警方性别问题调查组(Gender Issues Unit)负责人沙菲卡·古莱沙(Shafiqa Quraisha)上校描述了一次突袭行动。在行动中，叛乱分子把妇女聚集到一间藏有武器的房间里，她搜查了两个女人和房间并找到了武器。在突袭一所房子时，如果第一个进入房屋的是一名女警官，男性居民就不能以警察“进入有妇女在内的住宅”违反礼仪的理由来拒绝搜查。
在阿富汗，其他女性警察也遭遇了卡卡尔的悲惨命运。2012年，拉格曼省妇女事务负责人哈尼法·萨菲(Hanifa Safi)和纳贾·塞迪奇(Najia Sediqi)被暗杀。 2013年7月4日星期四，37岁的伊斯兰·比比(Islam Bibi)在上班的路上被枪杀，她是三个孩子的母亲，也是赫尔曼德省的一名女警官。 几个月后的9月15日，伊斯兰·比比的继任者38岁的尼加尔也被枪杀，在枪击的第二天她就不幸去世。

## 遇难
玛拉莱·卡卡尔于2008年9月28日早上7点-8点之间出门上班时，在车里被枪杀。 据报道，卡卡尔被杀时年仅30岁左右，并育有6个孩子。  